# BM-14
BM-14，是一款蘇聯製造的 140mm 多管火箭系統，通常裝載於卡車上。
BM-14 可以使用高爆碎片彈頭、煙彈頭或化學彈頭發射 140mm M-14 火箭。它與BM-13 喀秋莎火箭炮相似，並且已經被122mmBM-21「冰雹」火箭炮部分取代。
發射器被製造成16管與17管兩種。火箭射程最大9.8（6.1英里）。
因為沒有引導系統，所以凖確度不高，但在火海射擊時仍然非常有效。